# Liste der Einträge im National Register of Historic Places im Ozark County

Lage des Ozark County in Missouri

Die Liste der Einträge im National Register of Historic Places im Ozark County in Missouri führt die Bauwerke und historischen Stätten im Ozark County auf, die in das National Register of Historic Places aufgenommen wurden.
| [ 3 ] | Name                                      | Bild                                      | Eintragsdatum        | Lage                                          | Ort         | Beschreibung |
| ----- | ----------------------------------------- | ----------------------------------------- | -------------------- | --------------------------------------------- | ----------- | ------------ |
| 1     | John Conkin and Clara Layton Harlin House | John Conkin and Clara Layton Harlin House | 2003 ID-Nr. 03001065 | 403 Harlin Drive 36° 36′ 20″ N, 92° 25′ 48″ W | Gainesville |              |
| 2     | Hodgson-Aid Mill                          | Hodgson-Aid Mill                          | 2002 ID-Nr. 02000015 | MO 181 36° 42′ 13,9″ N, 92° 16′ 27,6″ W       | Sycamore    |              |